# Aéroport d'Eindhoven
L'aéroport d'Eindhoven (code IATA : EIN • code OACI : EHEH) est un aéroport régional situé près d'Eindhoven (Pays-Bas). En nombre de passagers, c'est le deuxième aéroport du pays avec 3,9 millions passagers traités en 2014, juste devant celui de Rotterdam, mais loin derrière Schiphol, l'aéroport majeur des Pays-Bas, avec plus de 53 millions de passagers.
L'aéroport d'Eindhoven est à usage civil et militaire abritant la flotte d'avions de transport de la force aérienne royale néerlandaise. De la Seconde Guerre mondiale jusqu'à il y quelques années, l'aéroport était appelé Welschap. Il est ravitaillé en carburant aviation par le réseau d'oléoducs en Centre-Europe.

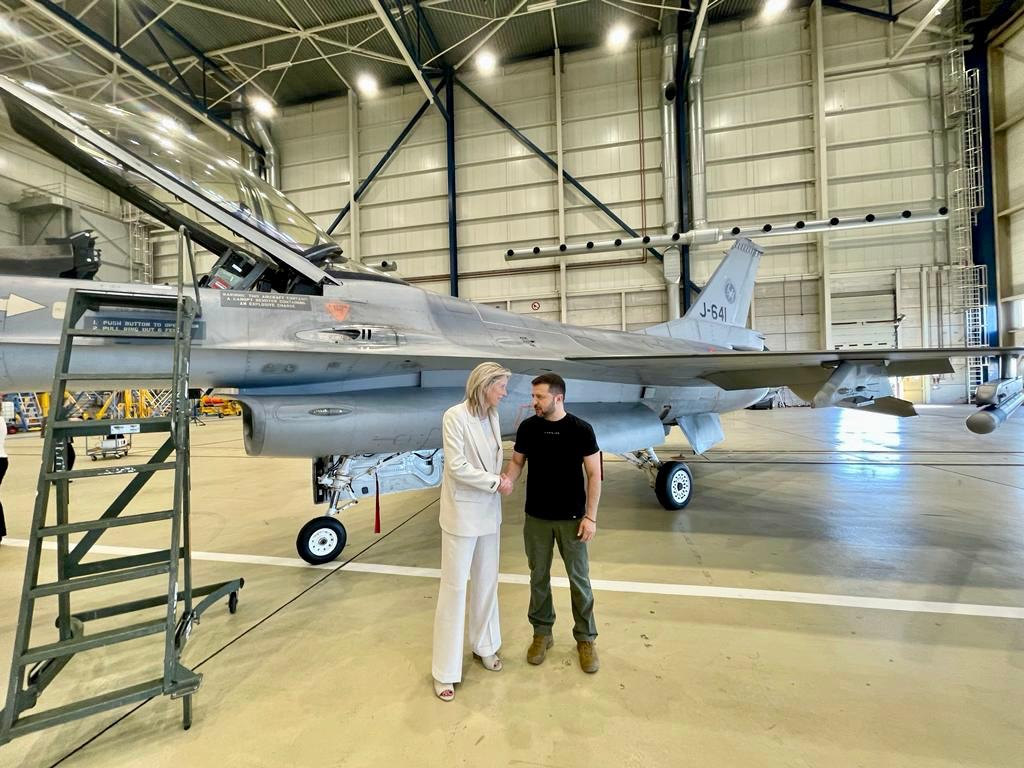
Le président Zelensky et la ministre de la défense Kajsa Ollongren sur la base entérianant la livraison de F-16.

Dans les années 1990, il accueille cinq éditions du Dynamo Open Air, à l'époque le plus important festival de metal en Europe.

## Situation

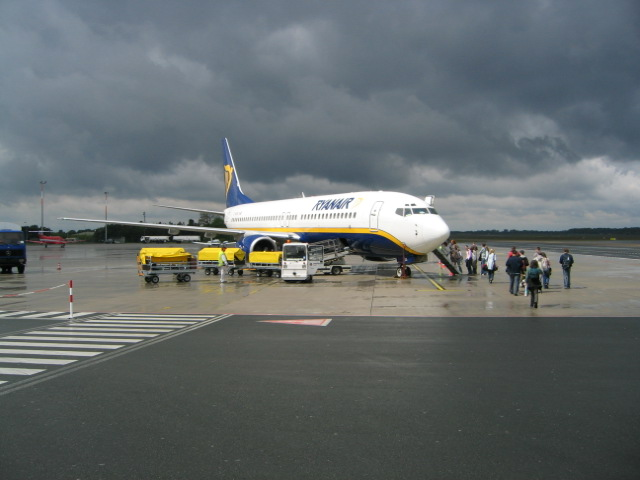
Ryanair Boeing 737-800 sur le tarmac d'Eindhoven.

### Carte des aéroports du Royaume des Pays-Bas
| Amsterdam Eindhoven Groningue Maastricht-Aix-la-Chapelle Rotterdam-La Haye |

| Bonaire Saba Saint-Eustache Curaçao Aruba Saint-Martin |

## Compagnies aériennes et destinations
| Compagnies          | Destinations |
| ------------------- | --- |
| Aegean Airlines     | Athènes E.-Venizélos |
| Air Arabia Maroc    | Nador |
| Corendon Airlines   | En saison : Antalya, Kayseri-Erkilet |
| Pegasus Airlines    | Istanbul-S. Gökçen En saison : Antalya |
| Royal Air Maroc     | En saison : Nador |
| Ryanair             | - Alicante-Elche, - Barcelone-El Prat, - Bergame-Orio al Serio, - Bologne-Borgo Panigale, - Bratislava-M. R. Štefánik, - Brindisi Papola/Casale, - Catane-Fontanarossa, - Dublin, - Édimbourg, - Faro, - Fès-Saïss, - Cracovie-Jean-Paul II, - Lisbonne-H. Delgado, - Londres-Stansted, - Madrid-Barajas, - Malaga-Costa del Sol, - Malte, - Manchester, - Marrakech-Ménara, - Marseille-Provence, - Palma de Majorque, - Paphos, - Pise-Galileo Galilei, - Porto-F. Sá-Carneiro, - Rome Léonard-de-Vinci/Fiumicino, - Séville-San Pablo, - Sofia-Vrajdebna, - Trévise-Sant'Angelo, - Valence, - Varsovie-Modlin (Mazovie), - Vienne-Schwechat, - Vilnius, - Zagreb-Pleso En saison : - Gérone-Costa Brava, - Naples-Capodichino, - Reus, - Ténériffe-Sud Reine Sofia, - Thessalonique-Makedonía, - Zadar |
| SunExpress          | En saison : Antalya, Izmir-A. Menderes |
| Transavia           | - Alicante-Elche, - Athènes E.-Venizélos, - Barcelone-El Prat, - Bilbao, - Copenhague-Kastrup, - Faro, - Ibiza, - Cracovie-Jean-Paul II, - Lanzarote-Arrecife, - Las Palmas/Gran Canaria, - Lisbonne-H. Delgado, - Malaga-Costa del Sol, - Marrakech-Ménara, - Nice-Côte d'Azur, - Prague-Václav-Havel, - Séville-San Pablo, - Tel Aviv - Ben Gourion, - Ténériffe-Sud Reine Sofia, - Valence En saison : - Bologne-Borgo Panigale, - Bordeaux-Mérignac, - Héraklion-N. Kazantzákis, - Innsbruck-Kranebitten, - Kos, - Palma de Majorque, - Rhodes-Diagoras, - Rijeka, - Salzbourg-W. A. Mozart, - Zante D.-Solomós |
| TUI fly Belgium     | Nador, Oujda-Les Angades |
| TUI fly Netherlands | Charm el-Cheikh, Hurghada, Las Palmas/Gran Canaria En saison : - Alicante-Elche, - Antalya, - Faro, - Héraklion-N. Kazantzákis, - Kos, - Malaga-Costa del Sol, - Ohrid-Saint-Paul-l'Apôtre, - Rabil, - Rhodes-Diagoras, - Sal-A. Cabral, - Ténériffe-Sud Reine Sofia |
| Wizz Air            | - Belgrade-Nikola-Tesla, - Bucarest-H. Coandă, - Budapest-Ferenc Liszt, - Cluj-Napoca, - Debrecen, - Gdańsk-L. Wałęsa, - Iași, - Katowice-Pyrzowice, - Cracovie-Jean-Paul II, - Rome Léonard-de-Vinci/Fiumicino, - Skopje, - Suceava, - Tirana-Mère-Teresa, - Tuzla, - Varna, - Varsovie-Chopin, - Vilnius, - Wrocław-N. Copernic |

Édité le 05/10/2019. Actualisé le 28/12/2022.

## Statistiques
Le graphique qui aurait dû être présenté ici ne peut pas être affiché car il utilise l'ancienne extension Graph, désactivée pour des questions de sécurité. Des indications pour créer un nouveau graphique avec la nouvelle extension Chart sont disponibles ici.

Voir la requête brute et les sources sur Wikidata.
| Année | Mouvements | Passagers | Fret  |
| ----- | ---------- | --------- | ----- |
| 2006  | 15 363     | 1 170 521 | 571   |
| 2007  | 16 450     | 1 442 576 | 473   |
| 2008  | 18 115     | 1 666 417 | 663   |
| 2009  | 16 120     | 1 739 053 | 1 031 |
| 2010  | 19 364     | 2 182 783 | 351   |
| 2011  | 22 550     | 2 664 078 | 0     |
| 2012  | 24 636     | 3 004 938 | 0     |
| 2013  | 26 739     | 3 425 485 | 0     |
| 2014  | 29 133     | 3 956 364 | 0     |
| 2015  | 30 562     | 4 373 882 | 0     |
| 2016  | 32 657     | 4 780 197 | 0     |
| 2017  | 36 487     | 5 701 220 | 0     |
| 2018  | 38 645     | 6 237 755 | 0     |

## Source
- (en) Cet article est partiellement ou en totalité issu de l’article de Wikipédia en anglais intitulé « Eindhoven Airport » (voir la liste des auteurs).